# БТА Банк
БТА Банк — казахстанський банк, заснований у 1991, є третім за розміром активів в казахстанській банківській системі. Головний офіс розташований в Алмати.

## Історія
У 1991 на основі казахстанського відділення Промислового банку СРСР був утворений Казахський республіканський банк Державного комерційного промислово-будівельного банку «Туранбанк». У тому ж році на його основі був створений Казахський акціонерний банк «Туранбанк». У 1992 році банк був перейменований в Банк Зовнішньоекономічної діяльності Республіки Казахстан «Alem Bank Kazakhstan».
Закрите акціонерне товариство «БанкТуранАлем» було створено 15 січня 1997 на підставі Постанови уряду Республіки Казахстан «Про реорганізацію Казахського акціонерного банку «Туранбанк» та акціонерного банку «Алембанка Казахстан». ЗАТ «БанкТуранАлем» з 1 жовтня 1998 перейменовано у ВАТ «Банк ТуранАлем», а потім - в АТ «Банк ТуранАлем».
Навесні 2008 банк провів ребрендинг, в результаті якого були змінені назва, логотип і фірмовий стиль банку. На даний момент назва компанії АТ «БТА Банк» перестало бути акронімом.

## Власники та керівництво
Основним акціонером БТА Банку є Уряд Казахстану в особі АТ «Самрук-Казина», яке за результатами реструктуризації 2009-2012 років володіє 97,3% простих акцій банку. Кредиторам БТА Банку, які конвертували колишні зобов'язання банку в нові цінні папери та акції, належать 2,5% простих акцій банку. На частку міноритарних акціонерів, що володіли акціями банку до реструктуризації 2010 року, в сукупності припадають 0,2% акцій банку.
Раніше 58 % акцій банку контролювала група казахстанських бізнесменів на чолі з олігархом Мухтаром Аблязовим, ще 11 % належало родині загиблого в 2004 році Ержана Татішева, міноритарні пакети у ЄБРР, IFC і FMO.
Голова ради директорів Олена Бахмутова (з 15 лютого 2013). Голова правління - Кадиржан Даміта (з 5 серпня 2013).

## Діяльність
БТА Банк надає широкий спектр банківських послуг фізичним особам, суб'єктам малого та середнього бізнесу, великим корпоративним клієнтам. Філіальна мережа банку налічує 19 філій та понад 170 відділень по Казахстану. Міжнародні представництва банку розташовані в Росії, Великій Британії та Китаї. Банківська мережа БТА поширюється на Казахстан, Росію, Білорусь, Україну, Киргизстан, Вірменію, Грузію і Туреччину.

## Фінансові показники
Згідно з даними аудиторської консолідованої звітності, станом на 31 грудня 2012 активи групи склали 1,6 трлн тенге (8,79 млрд $), позичковий портфель (нетто) - 645 млрд тенге (3,54 млрд $), зобов'язання - 1,3 трлн тенге (7,14 млрд $), власний капітал - 268,6 млрд тенге (1,475 млрд $). Чистий прибуток групи за 2012 рік склав 370,3 млрд тенге (2,034 млрд $).
Станом на 30 червня 2013 року, на основі даних неаудиторської проміжної скороченої консолідованої звітності за МСФЗ, активи групи склали 1,621 трлн тенге (8,91 млрд $), кредитний портфель (нетто) - 636 млрд тенге (3,49 млрд $), зобов'язання - 1,334 трлн тенге (7,33 млрд $), власний капітал - 287,4 млрд тенге (1,58 млрд $). Чистий прибуток групи за перші 6 місяців 2013 року склала 15,6 млрд тенге (85,7 млн $).

## Група БТА

Група БТА у світі

Банківський конгломерат БТА присутній в Казахстані, Україні, Росії, Китаї, Туреччині, Грузії, Білорусі, Вірменії. Крім того, в групу входить компанії страхування, лізингу, іпотеки та ін.
Дочірні компанії:
- ПАТ "БТА БАНК" (Україна)
- ВАТ "НАСК "Оранта" (Україна)
- ЗАТ "БТА Банк" (Білорусь)
- ВАТ АКБ "БТА-Казань" (Росія, Татарстан)
- АТ "БТА Банк" (Грузія)
- ЗАТ "БТА Банк" (Вірменія)
- Şekerbank T.A.Ş. (Туреччина)
- АТ «ДО АТ «БТА Банк» «БТА Іпотека» (Казахстан)
- АТ "НВФ "ҰларҮміт" (Казахстан)
- АТ "ООІУПА "Жетису" (Казахстан)
- AТ ДО БТА "БТА Сек'юрітіс" (Казахстан)
- АТ "СК Лізинг" (Казахстан)
- АТ "Темірлізінг" (Казахстан)
- АТ "ДКСЖ БТА Банку "БТА Життя"(Казахстан)
- АТ "ДК БТА Банку "БТА Страхування" (Казахстан)
- АТ «ДО АТ «БТА Банк» Страхова компанія «Лондон-Алмати» (Казахстан)
- ТОО "Титан-Інкасація" (Казахстан)
- ТОО "ДО АТ «БТА Банк» «АлемКард» (Казахстан)

## Група БТА в Україні

### БТА Банк Україна
Український дочірній БТА Банк працює на ринку з 1992 року і є правонаступником ВАТ "Український кредитно-торговельний банк". За даними Національного банку України, на 1 січня 2014 року БТА Банк посідає 26-е місце за розміром власного капіталу та 33-е місце за активами серед всіх 180 діючих банків України. Загальні активи на початок року становили 6,111 млрд грн., власного капіталу - 1,572 млр грн. Чистий прибуток у 2013 році склав 12,254 млн грн.
БТА Банк Україна є універсальним установою, що надає повний спектр банківських послуг юридичним і фізичним особам. Мережа банку складається з 16 відділень, розташованих в найбільших містах України: Київ, Донецьк, Дніпропетровськ, Харків, Львів, Одеса, Житомир. БТА Банк входить в об'єднану мережу банкоматів «АТМоСфера», що складається з понад 4 тис. банкоматів. Довгостроковий кредитний рейтинг банку за Національною рейтинговою шкалою uaA (прогноз розвитку рейтингу - «стабільний»). Це рейтинг інвестиційного рівня. Рейтинг надійності вкладів банку - 5 (відмінна надійність). Рейтинги банку присвоєні і підтверджені уповноваженим рейтинговим агентством «IBI-Рейтинг». Характерною рисою роботи банку є суворе управління ризиками. У зв'язку з цим банк проводить консервативну політику в кредитуванні і підтримує один з найбільш високих на українському ринку рівнів адекватності капіталу.

### НАСК "Оранта"
БТА Банку (Казахстан) належить контрольний пакет акцій української страхової компанії «Оранта».